# Partido Demócrata (Turquía, 1946)
El Partido Demócrata (en turco: Demokrat Parti y abreviado como DP) fue un partido político de centroderecha de Turquía, que se estableció como el primer partido de oposición al Partido Republicano del Pueblo para las elecciones generales de Turquía de 1946, las primeras elecciones multipartidistas del país, luego de la legalización de los partidos políticos en 1945.
Tras su aplastante victoria electoral en 1950, en la que desbancó del poder al Partido Republicano del Pueblo por primera vez en la historia, el Partido Demócrata gobernó Turquía durante toda la década de los 50s hasta que su gobierno, económicamente estancado y con su popularidad en declive debido a los accesos de autoritarismo y luego de que las fuerzas armadas consideraran que los principios laicos de la República estaban en peligro, fue finalmente derrocado en el primer golpe de Estado del país, el 27 de mayo de 1960. Posteriormente, el partido se disolvió y fue oficialmente proscrito el 29 de octubre de 1961. El partido centró su política social en facilitar el resurgimiento del islam en Turquía, a nivel popular.

## Ideología
Antes de 1945, Turquía era un estado unipartidista de facto dominado por el Partido Republicano del Pueblo (CHP), por lo que la mayoría de los fundadores del Partido Demócrata eran antiguos miembros de la élite gobernante del CHP. Por esta razón, ambos partidos tenían ideologías arraigadas al kemalismo, a pesar de que el partido fue fundado en gran medida debido a las diferencias ideológicas de varios miembros con la tendencia centroizquierdista del CHP. Además, el DP todavía tenía que funcionar dentro de los límites de la constitución 1924 establecido por Atatürk y el primer parlamento que restringía la distancia que podían poner entre ellos y el CHP.
Las principales diferencias ideológicas entre los dos partidos yacían en la política económica. Mientras que el CHP se guio por el estatismo, el Partido Demócrata estaba más interesado en la privatización de industrias estatales que habían ayudado a poner en marcha la República de Turquía después de la Primera Guerra Mundial ahora que el país ya no estaba en ciernes. El Partido Demócrata no repudió la política de occidentalización del Partido Republicano del Pueblo, pero no la siguió con demasiado vigor. También era menos militantemente laico que el Partido Popular Republicano, y defendió el populismo islámico que le ganó amplio apoyo entre los intelectuales de Turquía.

## Historia

### Fundación
Los eventos y los resultados de la Segunda Guerra Mundial jugaron un papel importante en la aparición de la Partido Demócrata. Una condena del fascismo coincidió con la derrota de las potencias del Eje, en 1945, y el presidente İsmet İnönü se dio cuenta de que si él no invitaba a la oposición a participar en elecciones limpias contra el CHP, Turquía caería en la agitación social: los gobiernos de partido único no comunistas ya no eran una forma de gobierno aceptable para los estados modernos. El 1 de noviembre de 1945, İnönü hizo un discurso en el que invitó formalmente a la formación de partidos de la oposición con el fin de alinear a Turquía con los principios democráticos que los habían hecho emerger victoriosos en la guerra.
Sin embargo, otros factores ya estaban trabajando en el debilitamiento del régimen unipartidista, principalmente la economía estancada. Dentro de la cogeneración y en todo el país, una grieta se estaba formando entre estatistas y liberales, y la fisura se magnificó con la aprobación de la ley de reforma agraria de 1945. A pesar de que la ley fue aprobada, la disidencia dentro del CHP condujo a la expulsión de tres bandas de sus miembros que a continuación, se unieron para formar el nuevo Partido Demócrata de ese mismo año. Debido a su naturaleza de partido recién formado y a las pocas posibilidades que tenía de establecer contacto con el público, con el CHP controlando prácticamente todos los medios de comunicación del país, el Partido Demócrata perdió las elecciones de 1946 sin ninguna sorpresa, obteniendo tan solo 64 escaños, frente a la mayoría absoluta del CHP (395).

### Llegada al poder y gobierno: 1950-1960

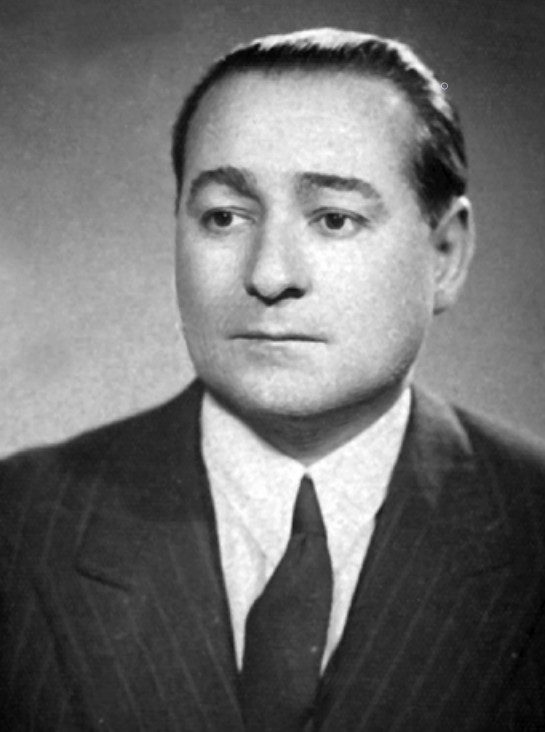
Adnan Menderes, fundador del Partido Demócrata.

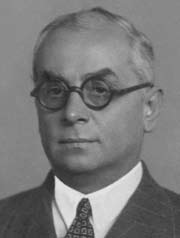
Celal Bayar, Presidente de Turquía, 1950-1960.

En los cuatro años que el débil gobierno del CHP se mantuvo en el poder antes de la próxima elección, Inönü trató desesperadamente de reafirmar su popularidad en la República, pero los votantes no estaban convencidos de que el partido podría implementar cualquier cambio real para el país después de veintisiete años en el poder. En las elecciones de 1950 la desconfianza del pueblo en el CHP se vio plasmada con una aplastante victoria del Partido Demócrata, que obtuvo el 53.3% de los sufragios, ganando 408 escaños en la Asamblea Nacional (una mayoría absoluta incluso superior a la obtenida por el CHP en las anteriores elecciones).
La campaña electoral de los Demócratas se había centrado en la corrupción imperante durante el largo gobierno del CHP, la impopular occidentalización, el olvido del islam como religión mayoritaria, y la burocratización del país después de tantos años de dominio del partido único (todo esto a pesar de que la mayoría de los miembros del PD habían sido también parte de la élite gobernante del CHP antes de 1946). El CHP intentó contrarrestar esta campaña intentando ganarse a la población rural, sin demasiado éxito. La victoria de los Demócratas, sin embargo, no dejó de ser sorpresiva, incluso para los propios miembros del partido. Su líder, Adnan Menderes, se convirtió en Primer ministro de Turquía, siendo el primer traspaso pacífico de poder en la historia del país, y Celal Bayar fue elegido Presidente de la República, marcando el inicio de un sistema político competitivo en el país.
El nuevo Parlamento controlado por los Demócratas ofreció una nueva élite política mucho más amplia. Hubo un gran cambio en cuanto a los miembros con antecedentes militares y burocráticos, pasando a haber mayor número de los que tenían antecedentes comerciales y hubo un aumento significativo de la representación de las provincias pequeñas (sobre todo en oposición a Estambul o Ankara). A pesar de que su campaña electoral había atacado a Inönü y al CHP por su secularismo y acercamiento con Occidente, el gobierno de los Demócratas no abandonó del todo tal tendencia, más que nada debido a la expansión soviética en la región y la implantación de gobiernos comunistas en sus fronteras, como Rumania en 1948. En 1952, Turquía se unió a la OTAN, y fortaleció sus lazos con Occidente. El gobierno de Menderes centraría sus campañas populistas en la Seguridad Nacional y los problemas económicos, postura que no le daría éxito por mucho tiempo.
Las siguientes elecciones dieron una victoria aún mayor al Partido Demócrata, obteniendo 490 escaños, y arrebatándole 39 al CHP, manteniendo a Menderes como Primer ministro y a Celal Bayar como Presidente. Sin embargo, hacia 1955 la mayor parte del apoyo al DP comenzó a deteriorarse debido a la mala gestión económica. Las políticas derechistas del DP dieron como resultado altas tazas de inflación, escasez de bienes esenciales, y un pobre desarrollo económico y social. Para 1958, la lira turca se devaluó más de tres veces. Fuera del ámbito económico, el DP empezó a demostrar conforme avanzaba la década y en respuesta al descenso de su popularidad, una creciente tendencia autoritaria. A finales de la década, el DP reprimió violentamente a la oposición dentro de sus propias filas y de los partidos rivales, sofocando a la prensa independiente. A pesar de que en las elecciones de 1957 el partido volvió a triunfar, perdió varios escaños, demostrando que había perdido gran parte de su antiguo contacto con el pueblo.

### Caída y disolución
Para principios de 1960, la popularidad del gobierno estaba sumamente socavada y el autoritarismo iba en aumento. El 25 de marzo de 1960, İnönü trató de visitar Kayseri, como parte de la campaña electoral del CHP. Pero su tren se detuvo por orden del gobierno en la ciudad Yeşilhisar. Esto provocó protestas masivas en todo el país. La respuesta del Partido Demócrata fue que el CHP se preparaba para desatar una rebelión contra el gobierno. El 27 de abril, el parlamento dominado por los Demócratas aprobó una ley para formar un comité de investigación, el cual fue conocido como Tahkikat Komisyonu (Comité de Indagatoria), conocido popularmente como "Comité de Sancar" por su presidente, Ahmet Hamdi Sancar. El comité, integrado enteramente por miembros del DP, debía dar autorización al CHP y a la prensa antes de realizar cualquier acción. El comité estaba autorizado a actuar como un tribunal, e incluso a encarcelar a quien no cumpliera las leyes. El resultado de tal medida fue una masiva protesta el 28 de abril en la que un estudiante universitario, Turan Emeksiz, falleció al ser acribillado por la policía.
El impopular gobierno del Partido Demócrata terminó abruptamente ese mismo año cuando, el 27 de mayo, un golpe de Estado liderado por Cemal Gürsel con un grupo de 38 oficiales, disolvió al parlamento y depuso a Bayar y Menderes. La Junta Militar se mantuvo en el poder dieciocho meses y juzgó a los miembros del DP. Algunos, como Menderes, fueron ejecutados, mientras que a otros, como Celal Bayar, se los condenó a cadena perpetua. El partido fue oficialmente proscrito y disuelto el 29 de octubre de 1961.

## Resultados electorales
| Año  | # de votos  | % de votos | # de escaños obtenidos | +/– | Posición  |
| ---- | ----------- | ---------- | ---------------------- | --- | --------- |
| 1946 | Desconocido | 13.7       | 64/465                 |     | Oposición |
| 1950 | 4.241.393   | 53.3       | 408/487                | 344 | Gobierno  |
| 1954 | 5.151.550   | 57.6       | 490/541                | 82  | Gobierno  |
| 1957 | 4.372.621   | 47.9       | 424/610                | 66  | Gobierno  |